# Поцци, Шарль
Шарль По́цци (фр. Charles Pozzi; 27 августа 1909, Париж, Франция — 28 февраля 2001, Леваллуа-Перре, О-де-Сен, Франция) — французский автогонщик. Дебютировал в чемпионате мира Формулы-1 в 1950 году, приняв участие в Гран-при Франции, где занял шестое место.

## Карьера
Шарль Поцци родился в Париже в семье выходцев из Италии. Его отец был убит, сражаясь в составе французской армии во время Первой мировой войны. Учился на агротехника, но вскоре отказался от этой идеи, решив, что в состоянии заработать больше денег на покупке и продаже автомобилей. В 1932 году Шарль становится агентом по продаже автомобилей в компании Форд, но быстро переходит на более прибыльный рынок автомобилей класса люкс. Его карьере помешала война, во время которой Поцци жил в городе Монтобан недалеко от Тулузы, где занимался угольным бизнесом, построив несколько автомобилей, работающих на угле.
Сразу после войны Поцци начал участвовать в автогонках, которые проводились в выходные дни, одновременно продолжая развивать свой автомобильный бизнес. Большую часть времени Шарль выступал на частных автомобилях, подготовленных к гонкам одним из его друзей. В 1946 году он, выступая на Delahaye 135C, занял 4-е место на Гран-При Дижона и 5-е место на Гран-при Ле-Мана в Нанте. Он тесно сотрудничал с Эженом Шабу, в том числе помог Шабу стать чемпионом Франции 1947 года. Впоследствии Поцци и Шабу создали свою команду под названием Ecurie Lutetia. В 1949 году Поцци выиграл Гран-при Франции, проводившийся в том году в классе спортивных автомобилей.
После основания чемпионата мира по автогонкам в классе «Формула-1» Шарль принял участие в первом Гран-при Франции в Реймсе за рулём Talbot-Lago. После этого в течение многих лет он был дилером Rolls-Royce и Chrysler, а в 1958 году начал заниматься автомобилями Ferrari, став в 1968 году единственным импортёром итальянских автомобилей во Франции. Начиная с 1970-х годов принимал участие в гонках на выносливость в Ле-Мане выступая за Ferrari.

## Результаты в Формуле-1
| Легенда к таблице |                                                                    |
| --- | ------------------------------------------------------------------ |
| В таблице перечислены результаты всех Гран-при Формулы-1, в которых принимал участие гонщик. Строками таблицы являются сезоны, столбцами — этапы чемпионата мира. В каждой клетке указаны сокращённое название этапа и результат, дополнительно обозначенный цветом. Расшифровка обозначений и цветов представлена в нижеследующей таблице. |                                                                    |
| \| Пример \| Описание \| \| ------------ \| ------------------------------------------------------------------ \| \| 1 \| Победитель \| \| 2 \| Второе место \| \| 3 \| Третье место \| \| 5 \| Финишировал, заработав очки \| \| Сход \| Не финишировал, но при этом заработал очки \| \| 12 \| Финишировал, не получив очков \| \| НКЛ \| Финишировал, но не попал в финальную классификацию \| \| 15 \| Участвовал вне зачёта, либо по отдельной классификации \| \| 18 \| Не финишировал, но попал в финальную классификацию \| \| Сход \| Не финишировал \| \| НКВ \| Не прошёл квалификацию \| \| НПКВ \| Не прошёл предквалификацию \| \| ДСК \| Дисквалифицирован \| \| ИСК \| Исключён из протокола соревнований \| \| ТТ \| Заявлен для участия только в тренировках \| \| НС \| Участвовал в квалификации, но не стартовал в гонке \| \| Т \| Травмирован или болен \| \| ОТК \| Отказ от участия \| \| НТР \| Прибыл на соревнования, но на трассу не выезжал \| \| НПР \| Был заявлен в числе участников, но не прибыл к началу соревнований \| \| О \| Соревнования отменены \| \| \| Не участвовал \| \| Поул-позиция \| \| \| Быстрый круг \| \| |                                                                    |
| Пример | Описание                                                           |
| 1 | Победитель                                                         |
| 2 | Второе место                                                       |
| 3 | Третье место                                                       |
| 5 | Финишировал, заработав очки                                        |
| Сход | Не финишировал, но при этом заработал очки                         |
| 12 | Финишировал, не получив очков                                      |
| НКЛ | Финишировал, но не попал в финальную классификацию                 |
| 15 | Участвовал вне зачёта, либо по отдельной классификации             |
| 18 | Не финишировал, но попал в финальную классификацию                 |
| Сход | Не финишировал                                                     |
| НКВ | Не прошёл квалификацию                                             |
| НПКВ | Не прошёл предквалификацию                                         |
| ДСК | Дисквалифицирован                                                  |
| ИСК | Исключён из протокола соревнований                                 |
| ТТ | Заявлен для участия только в тренировках                           |
| НС | Участвовал в квалификации, но не стартовал в гонке                 |
| Т | Травмирован или болен                                              |
| ОТК | Отказ от участия                                                   |
| НТР | Прибыл на соревнования, но на трассу не выезжал                    |
| НПР | Был заявлен в числе участников, но не прибыл к началу соревнований |
| О | Соревнования отменены                                              |
| | Не участвовал                                                      |
| Поул-позиция |                                                                    |
| Быстрый круг |                                                                    |

| Сезон | Команда       | Шасси            | Двигатель     | Ш | 1   | 2       | 3   | 4   | 5   | 6     | 7   | Место | Очки |
| ----- | ------------- | ---------------- | ------------- | - | --- | ------- | --- | --- | --- | ----- | --- | ----- | ---- |
| 1950  | Ecurie Rosier | Talbot-Lago T26C | Talbot 4,5 L6 | D | ВЕЛ | МОН НПР | 500 | ШВА | БЕЛ |       |     | —     | 0    |
| 1950  | Charles Pozzi | Talbot-Lago T26C | Talbot 4,5 L6 | D |     |         |     |     |     | ФРА 6 | ИТА | —     | 0    |